# Министерство науки и технологий КНР
Министерство науки и технологий КНР (кит. 科学技术部), — ведомство, отвечающее за ведение научно-технических разработок в Китае. В качестве министерства существует с 1998, до того — Государственная комиссия по науке и технике.

## Перечень министров

### Председатели Государственной комиссии по науке и технике
1. Не Жунчжэнь (聂荣臻): 1958—1970 (должность ликвидирована)
2. Фан И (方毅): 1977—1984
3. Сун Цзянь (宋健): 1984—1998

### Министры науки и технологий
1. Чжу Лиян (朱丽兰): 1998—2001
2. Сю Гуаньхуа (徐冠华): 2001—2007
3. Вань Ган (万钢): 2007—2018
4. Ван Чжиган: 2018—2023
5. Инь Хэцзюнь: с 24 октября 2023[1]